# Vereinigung der Rundfunk-, Film- und Fernsehschaffenden
Die VRFF – Die Mediengewerkschaft (Vereinigung der Rundfunk-, Film- und Fernsehschaffenden) ist eine Gewerkschaft im Deutschen Beamtenbund (dbb beamtenbund und tarifunion) mit Sitz in Mainz.
Sie wurde 1964 für die erste Personalratswahl beim Zweiten Deutschen Fernsehen (ZDF) als freie Gruppierung gegründet. 1965 erfolgte die offizielle Gründung in Wiesbaden. In der VRFF sind Mitarbeiter von Rundfunk-, Film- und Fernsehanstalten sowie Produktionsstätten künstlerischer, technischer und wirtschaftlicher Betriebe in der Bundesrepublik Deutschland einschließlich deren Tochtergesellschaften und privatisierte Dienstleistungsbereiche gewerkschaftlich organisiert.

## Organisation
Es bestehen folgende Betriebsgruppen:
- ARD ZDF Deutschlandradio Beitragsservice Köln
- Bremen
- Deutsche Welle Berlin
- Deutsche Welle Bonn
- Freie Produktionswirtschaft
- Hessischer Rundfunk Frankfurt am Main
- Landesanstalt für Medien Nordrhein-Westfalen Düsseldorf
- Medienanstalt Rheinland-Pfalz[1] Ludwigshafen am Rhein
- Norddeutscher Rundfunk Hamburg
- Rundfunk Berlin Brandenburg Berlin
- Saarländischer Rundfunk Saarbrücken
- Semperoper Dresden
- Südwestrundfunk Stuttgart
- Westdeutscher Rundfunk Köln
- Zweites Deutsches Fernsehen Mainz